# Гузинде, Мартин
Мартин Гузинде (нем. Martin Gusinde; 29 октября 1886, Бреслау, Пруссия — 18 октября 1969, Мария-Энцерсдорф, Австрия — немецкий этнограф, антрополог, музейный работник, педагог, профессор, доктор антропологии (1926), пресвитер-миссионер, фотограф).

## Биография
С 1905 года изучал философию и теологию при церкви Святого Гавриила в Мария-Энцерсдорф к югу от Вены . В 1911 году был рукоположен в священники. Служил миссионером ордена Слова Божьего.
Надеялся отправиться миссионером к экзотическим племенам Гвинеи, но в августе 1912 года был отправлен в Чили, где до конца 1922 г. преподавал естественные науки, в частности биологию, в Лицее Сантьяго в Сантьяго-де-Чили. Помимо работы учителем, с 1913 года работал в Музее этнологии (Museo de Etnología y Antropología de Chile) в Сантьяго-де-Чили под руководством археолога Макса Уле.
Гусинде работал миссионером в Южной Америке. Испытывая повышенный интерес к этнологии и антропологии, в течение нескольких лет отправлялся в экспедиции к Огненной Земле, на крайний юг Чили и Аргентины.
Первое исследовательское путешествие совершил к племени мапуче. В 1918 году стал заведующим отделом в Музее этнологии и антропологии.
Гусинде изучал араукан, позже также племена североамериканских индейцев, но в основном известен своими исследованиями среди селькнам, среди которых он жил в 1918—1924 годах и которых он описал в работе Die Feuerland-Indianer (1931).
В декабре 1918 года впервые побывал на Исла-Гранде, острове в архипелаге Огненная Земля. Встреча с архаичными племенами вызвала у него (с его слов) «неописуемый восторг». В фотографиях Гусинде запечатлелись селькнамы, яганы и алакалуфы (кавескары). Миссионер посещал регион в 1918—1924 годы и наблюдал за образом жизни огнеземельцев, которые тогда уже находились на грани вымирания.
Значительная часть сведений о материальной и духовной культуре индейских племен Огненной Земли, которыми располагает мировая наука, содержится в опубликованных в 1925 году в Германии записках миссионера М. Гузинде, совершившего четыре экспедиции на острова в 1919—1923 годах. М. Гузинде посетил все три племени огнеземельцев, участвовал в их повседневной жизни, религиозных обрядах и даже прошел инициацию. Пробыл на Огненной Земле 22 месяца.
По заданию Берлинского архива фонограмм записал песни и песнопения коренных народов; это единственные сохранившиеся аудиозаписи индейцев Огненной Земли.
В 1933 году издал ямана-английский словарь.
В середине 1930-х изучал пигмеев в Конго. Читал лекции в Католическом университете Америки (1949—1957). Предпринял в 1956 году экспедицию к пигмеям айом в Новую Гвинею. С 1959 по 1960 год преподавал в университете в Нагоя , Япония.

## Память
- В Пуэрто-Уильямсе (Чили) в его честь назван построенный Антропологический музей Мартина Гусинде, в котором хранятся его работы об индейцах Огненной Земли.
- Его именем названы улицы в ряде городов Чили и Австрии.